# Tomas Šernas
Tomas Šernas (ur. 28 kwietnia 1962 w Wilnie) – litewski lekarz weterynarii i celnik, duchowny kalwiński, były superintendent generalny Litewskiego Kościoła Ewangelicko-Reformowanego (2010–2019). 

## Życiorys
Urodził się w rodzinie muzykologów Eglė Mariji i Tadasa Šernasów. W młodości uczył się w technikum weterynaryjnym w Bujwidziszkach, gdzie uzyskał specjalizację weterynarza. Od 1983 do 1985 odbywał służbę w Armii Radzieckiej na Kaukazie. Po powrocie na Litwę podjął naukę na Akademii Weterynaryjnej w Kownie, pracował również w miejskim Ogrodzie Zoologicznym. 
W 1990 wstąpił do oddziału ochotników Sąjūdisu. Od stycznia 1991 był zatrudniony jako celnik – wysłano go na posterunek w Miednikach. 31 lipca 1991 na posterunku miała miejsce tragedia, gdy grupa funkcjonariuszy OMON zastrzeliła siedmiu litewskich policjantów i celników pełniących służbę na granicy litewsko–sowieckiej. Šernas jako jedyny litewski funkcjonariusz ocalał, jednak do dziś porusza się na wózku inwalidzkim.
W 1997 rozpoczął studia w Katedrze Teologii Ewangelickiej Uniwersytetu Kłajpedzkiego, które ukończył w 2000 z tytułem bakałarza. W 2002 został absolwentem nauk prawnych w Centrum Badań i Studiów nad Religią Uniwersytetu Wileńskiego. 
W lipcu 2001 ordynowany na diakona w birżańskim kościele ewangelicko-reformowanym, a w czerwcu następnego roku na księdza w kościele wileńskim. Od 2001 pozostawał członkiem i wiceprzewodniczącym Konsystorza Litewskiego Kościoła Ewangelicko-Reformowanego, po raz kolejny był wybierany na tę funkcję w latach 2004 i 2007. W latach 2003–2010 oraz 2019–2022 był również zastępcą superintendenta generalnego. Od 2010 do 2019 pełnił urząd superintendenta generalnego. 
Był honorowym przewodniczącym Klubu 16 Lutego. Należał do grupy inicjatywnej na rzecz reaktywacji Stowarzyszenia Młodzieży Reformowanej "Radvila". W 2024 wydał książkę swego autorstwa pt. „Muitinės kronikos” (Kroniki celne) na temat zbrodni w Miednikach.
Od 1993 jest żonaty z Rasą Šernienė – nauczycielką muzyki w jednej ze szkół wileńskich. Razem mają córkę Gertrūdę.

## Źródła
- Tomas Šernas. Nota biograficzna [online], ref.lt, 27 września 2022 [dostęp 2025-02-07] (lit.).